# 比格蘭鎮區 (明尼蘇達州波爾克縣)
比格蘭鎮區（英語：Bygland Township）是位於美國明尼蘇達州波爾克縣的一個行政鎮區。

## 歷史
比格蘭鎮區於1877年設立，得名自挪威市鎮比格蘭。

## 地方資料
比格蘭鎮區的面積為73.10平方千米，皆為陸地。根據2020年美國人口普查的數據，當地共有人口258人，而人口密度為每平方千米3.53人。